# 王揆一
王揆一（1812年—1858年），字聖田，號槐軒。河南新鄉人，清朝政治人物。進士出身。

## 生平
王揆一，弱冠之年以頭名進學，道光十五年（1835年）考中乙未科舉人，道光二十四年（1844年）大挑一等，分發河工。道光二十七年（1847年）參加丁未科會試中式，殿試位列二甲，賜進士出身，以知縣即用，分發湖南。任湖南湘鄉縣知縣，署湖南道州知州。太平軍進兵湖南，提督余萬清赴道州防堵，聞敵兵至，棄城而逃。王揆一自盡獲救，朝廷追究失守之罪，議處革職發配新疆充軍，經官文、胡林翼求情，准許在當地隨軍營效力贖罪。期間多有軍功，咸豐八年（1858年）開復原職。同年隨李續賓赴安徽三河圍剿太平軍陳玉成等部，結果太平軍取得“三河大捷”，王揆一死於此役。朝廷撫恤，賞銀三千兩治喪，以同知銜葬，謚忠烈。子錫侯承襲雲騎尉世職。